# Глибокий відмінок
Відмінок у Філлмора розглядається як універсальне явище, властиве всім мовам — це узагальнене відношення між дієсловом і змістом однієї з його іменних груп. Відмінки Філлмора семантично елементарні, тобто не підлягають подальшому аналізу. Кожен відмінок може входити у структуру висловлювання лише один раз. Відмінки (семантичні відносини між дієсловом та іменем) можуть бути облігаторними або факультативними.  Наприклад, відмінок Агентивний є обов'язковим для дієслова писати, оскільки воно має значення «виконувати дію». Відмінок Давальний є факультативним для цього дієслова, оскільки воно може вживатися і без додатка в дативному відмінку.  Відмінки Філлмора є теоретичною моделлю, яка не повністю відповідає реальній системі відмінків у мовах світу. Наприклад, у деяких мовах є відмінки, які не мають аналогів у системі Філлмора. Наприклад, у російській мові є відмінок орудний, який виражає різні семантичні відносини, зокрема інструментальний, місцевий і обставинний.  Незважаючи на це, класифікація Філлмора є важливим інструментом для вивчення семантичних відносин між дієсловом і іменем.

## Відмінки

### Агентив, Агенс (А)
Відмінок зазвичай одухотвореного ініціатора дії, що ідентифікується з дієсловом. — активний, «головний» учасник ситуації, позначеної дієсловом, який свідомо контролює перебіг подій.
Приклад:
Вчителька навчає учнів математиці.
Фермер годує своїх тварин кожного ранку.
Лікар допоміг пацієнту швидко відновитися після операції.

### Пацієнс
Учасник подій, який не контролює їх хід і зазнає змін у процесі.
Приклад:
Дівчинка хворіє і лежить в ліжку під покривалом.
Автомобіль був пошкоджений у дорожньо-транспортній пригоді.
Пацієнт прийшов до стоматолога зі скаргами на біль у зубах і чекав

### Експерієнцер
Учасник, який сприймає інформацію.
Приклад:
Дівчинка відчула на своїй шкірі прохолодний вітер із моря.
Хлопчик слухав мелодійну музику та відчував, як ритм биття серця піднімався.
Діти спостерігали за яскравими вогнями салюту і чули веселі вигуки і шум глядачів.

### Стимул
Джерело інформації.
Приклад:
Діти глянули на світлофор і перейшли дорогу.
Хлопчик почув музику і почав танцювати.

### Інструменталіс (I)
Відмінок неживої сили або предмета, який включений у дію або стан, що називається дієсловом, як його причина.
Приклад:
Садівник дбайливо обрізає рослини ножицями.

### Датив, Адресат (D)
Відмінок одухотвореної істоти, яка торкається станом або дією, яка називається дієсловом. — учасник, якому агенс надсилає інформацію.
Приклад:
Вчитель надіслав студенту результати іспиту.
Мати дала синові пораду щодо майбутньої кар'єри.

### Бенефактив
Той, чиї інтереси торкається ситуації.
Приклад:
Мати готує обід для своєї родини.
Сестра купує подарунок для брата на його день народження.
Учитель проводить додатковий урок для учнів.

### Фактитив (F)
Відмінок предмета або істоти, що виникає в результаті дії або стану, що називається дієсловом, або яка розуміється як частина значення дієслова.
Приклад:
З молока виготовляють смачний сир.
Художник створив картину із яскравими кольорами.

### Локатив (L)
Відмінок, яким характеризується місце розташування або просторова орієнтація дії або стану, що називається дієсловом.
Приклад:
Ялинка стоїть в парку.
Книги лежать на столі.
Діти граються в саду.

### Об'єктив (О)
Cемантично найбільш нейтральний відмінок, відмінок чогось, що може бути позначено іменником, роль якого в дії або стані, що ідентифікується дієсловом, визначається семантичною інтерпретацією самого дієслова. Природно, цей відмінок буває тільки у назв речей, які зачіпаються станом або дією, що ідентифікується дієсловом. Об'єктив не треба плутати ні з поняттям прямого доповнення, ні з ім'ям поверхового відмінка, який є просто синонімом для аккузативу.
Приклад:
Хлопчик читає книгу.
Малюнок висить на стіні.
Діти граються на гойдалці.